# Albert Kohn
Albert Kohn (* 8. Oktober 1857 in München; † 15. Dezember 1926 in Berlin) war von 1914 bis 1925 Direktor der Berliner Allgemeine Ortskrankenkasse, Gewerkschaftler und Sozialist. In den Jahren 1903–1920 gab Kohn eine jährliche Wohnungsenquête heraus, die zur Grundlage der Hygiene im Wohnungsbau der klassischen Moderne wurde. Kohns Verdienst ist es, die AOK zu dieser Fragestellung geöffnet zu haben und zu seiner Zeit einen Großteil der Volkskrankheiten und Seuchen wesentlich verringert zu haben.

## Leben und Werk
Kohn stammte aus einer großbürgerlichen Familie. Er bekannte sich schon früh zum Sozialismus und brach mit seiner Familie. Er wurde in der Folge Handlungsgehilfe und war in der Gewerkschaftsbewegung dieses Berufes aktiv. Auch seine Frau war Sozialistin. 1889 trat er auch wegen seiner politischen Überzeugung aus der jüdischen Gemeinde Münchens aus. Er war vom Sozialistengesetz betroffen und lebte in Hochheim, Hagen und Krefeld.
1890 siedelte Kohn nach dem Ende des Sozialistengesetzes nach Berlin über und trat der Sozialdemokratischen Partei (SPD) bei. Dort und im Handlungsgehilfenverband wurde er aktiv. Zusammen mit Wilhelm Bölsche und Bruno Wille gehörte Albert zum Friedrichshagener Dichterkreis und gehörte deren freireligiöser Gemeinde an. Er wurde 1893 der Ortskrankenkasse für Handlungsgehilfen und Lehrlinge in Berlin. Damit setzte sein Engagement im Bereich der Krankenversicherung, der Präventivmedizin und der Reform des Wohnungswesens ein. Nach der Reform der Reichsversicherungsordnung von 1911 wurden die einzelnen gewerblich getrennten Ortskrankenkasse zu einer einheitlichen Allgemeinen Ortskrankenkassen zusammengelegt. Am 1. Januar 1914 wurde Albert Kohn deren erster Vorsitzender und Direktor. Er blieb dies bis zu seinem Ruhestand 1925. Die Kasse war mit etwa einer halben Million Versicherter die größte ihrer Art im deutschen Reich. Diese Stellung behielt Albert Kohn bis zu seinem Eintritt in den Ruhestand 1925.  In diese Zeit fällt eine erhebliche Bautätigkeit der AOK: Sanatorien aber gerade auch Ortsrepräsentanzen der AOK entstehen im Stil des Expressionismus.
Innerhalb der Sozialdemokratie wurde Kohn schnell auf den Notstand aufmerksam, dem Kohn seinen Nachruhm verdanken wird: Die Krankheiten der Zeit, insbesondere der unteren sozialen Schichten gehen sowohl von deren Arbeitsbedingungen, in der Hauptsache jedoch von ihren Wohnverhältnissen aus. Wohnungswesen in Verbindung mit Präventivmedizin empfehlen Kohn der Ortskrankenkasse der Handlungsgehilfen und Lehrlinge in führender Funktion tätig zu werden.
Zusammen mit Albert Gommert, Eduard Gustav Eberty, Tonio Bödiker und dem Sozialdemokraten Ignaz Zadek gründete Kohn 1893 zunächst die Arbeiter-Sanitäts-Commission als Zusammenschluss von Krankenkasse, Gewerkschaft und Politik. Albert Kohn bat bekannte Armenärzte um Mithilfe bei der erforderlichen Bestandsaufnahme des Wohnungselends. Dazu gehörten die Ärzte Alfred Blaschko, Paul Christeller, Karl Kollwitz, Rafael Friedeberg, O. Kayserling.

### Die Berliner Wohnungsenquête
Die Arbeit in der Ortskrankenkasse einerseits, die Anfeindungen durch die gewinnorientierte private Wohnungswirtschaft und Ansprüche der Politik überzeugten Albert Kohn, dass Änderungen bei der Wohnungshygiene nur bei exakter, systematischer Recherche und medizinisch-wissenschaftlich Daten erreicht werden könnten. Kohn stellte zusammen mit den beteiligten Medizinern einen Fragen- und Recherchebogen zusammen, mit dem dann Wohnungsbesuche durchgeführt werden sollten. Kohns Geniestreich aber war, den Untersuchenden Fotografen der Firma Heinrich Lichte und Co. beizugeben und deren Fotos den Berichten beizugeben.
Dies sprach das Gefühl an und entsetzte weite Teile des guten Bürgertums, deren möglicher Einfluss von den Konservativen und Nationalisten gefürchtet wurden. Die Vereine der Haus- und Grundbesitzer versuchten mit allen Mitteln dem Eingreifen des Staates in den Wohnungsbau zu begegnen Für Sozialdemokraten und Linke sorgen die Enquête-Berichte mit zum politischen Aufwind. In rascher Folge schlossen sich, wenn auch nicht mit gleichem Erfolg, gleichlaufende Untersuchungen in Straßburg, Frankfurt am Main, Königsberg, Tilsit und Hamburg an. Erste Verbesserungen der Wohnsituation in Berliner Mietskasernen stellten sich ab 1913 ein. Selbst in den Kriegsjahren wurde die jährliche Wohnungsuntersuchung in Berlin fortgesetzt.
Albert Kohn wurde in der Folge internationaler Berater in Fragen der Wohnungs- und Volkshygiene. So beriet er David Lloyd George 1908 bei der Vorbereitung der Sozialgesetzgebung für das Vereinigte Königreich. Kohn war ebenso Berater des Deutschen Roten Kreuzes, der Heilsarmee und der Berliner Kriminalpolizei.
Bei der Gründung der „Gemeinnützigen Baugenossenschaft Groß-Berlin“ gehörte Albert Kohn mit Adolf Otto, Robert Tautz, den Brüdern Paul und Bernhard Kampffmeyer zu den zentralen Gründungsmitgliedern. Kohn war mittlerweile auch der „Deutschen Gartenstadt-Gesellschaft“ beigetreten, die den damals fortschrittlichsten Wohnungsbau propagierte. Die Gesellschaft lud 1911 Albert Kohn zu einer „sozialen“ Studienreise nach England ein, um die spektakulärsten Mustersiedlungen, Letchwood Garden City, Welwyn Gardencity bei London und Port Sunlight bei Liverpool vor Ort zu studieren. Aus dieser Reise resultierte die spätere Beteiligung der AOK an der Tuschkastensiedlung in Berlin-Grünau sowie weitere Förderungen zur Erweiterungen der Arbeiterbaugenossenschaft Paradies in Bohnsdorf. Albert Kohn vertrat die Interessen der AOK als Mitglied des Ansiedlungsvereins Groß-Berlin.
Albert Kohn setzte sich in zahlreichen Kampagnen für Mutterschutz und Familienversicherung ein. Leidenschaftlich sind Kohns Zeitungsartikel gegen Alkoholismus und Geschlechtskrankheiten. Am 6. März 1924 wurde Albert Kohn zum Bürgerdeputierten für das Gesundheitswesen der Stadt Berlin gewählt.
Am 14. April 1924 wurde die AOK auf Betreiben Albert Kohns einer der Gründungsaktionäre der Gemeinnützigen Heimstätten AG (GEHAG).

### Die AOK und das Neue Bauen
Ein wesentlicher Aspekt der Architektur der klassischen Moderne, die heute als das „Neue Bauen“ bekannt ist und mit den „Siedlungen der Berliner Moderne“ seit 2008 den Status eines Weltkulturerbes der UNESCO besitzt, war es, hygienischen, gesunden Wohnraum für die breite Masse der Bevölkerung zu schaffen. Albert Kohn lieferte den berühmtesten Architekten des 20. Jahrhunderts, Walter Gropius, Ludwig Mies van der Rohe, Le Corbusier, Martin Wagner, Bruno Taut, Hugo Häring u. a. dazu die wesentlichen Vorarbeiten und Anstöße. Durch das Wirken Albert Kohns sind die grundlegenden Voraussetzungen für einen hygienischen Wohnungsbau wie Bad und WC in jeder Wohnung, Licht und Luft möglichst von beiden Seiten eines Wohnhauses sowie ein Balkon, eine Terrasse oder Loggia Standard im Wohnungsbau geworden.
Als „Freund der Kranken“ wurde Albert Kohn im Nachruf von R. Lennhoff in der Vossischen Zeitung Nr. 589 vom 18. Dezember 1926 ausgezeichnet.